# Григорково (Бабаевский сельский округ)
Григорково — деревня в Даниловском районе Ярославской области, входит в состав Дмитриевского сельского поселения.

## География
Расположена близ берега реки Касть в 14 км на юг от райцентра города Данилова на автомобильной дороге М-8 «Холмогоры». 

## История
Территория современного села Григорково включает в себя территорию погоста Архангельского на Касти и деревни Григорково. В селе Архангельском в 1708 году была построена каменная церковь Казанской Божьей Матери. В 1840 году к храму пристроена обширная трапезная. В церкви разместились престолы во имя Архистратига Михаила и Александра Невского. Деревня уже была отмечена на карте 1798 года. В 1859 году в деревне Григорково Карповской волости Даниловского уезда Ярославской губернии) было учтено 14 дворов с населением 82 человека. 
С 1929 года село входило в состав Бабаевского сельсовета Даниловского района, с 2005 года — в составе Дмитриевского сельского поселения.

## Население
| 1859 | 1914 | 2002 | 2007 | 2010 |
| ---- | ---- | ---- | ---- | ---- |
| 82   | ↗89  | ↘24  | →24  | ↘22  |

## Достопримечательности
В селе расположена недействующая Церковь Казанской иконы Божией Матери (1708).